# Parulops heatherae
Parulops heatherae är en spindeldjursart som beskrevs av David C.M. Manson 1984. Parulops heatherae ingår i släktet Parulops och familjen Eriophyidae. Inga underarter finns listade i Catalogue of Life.